# 陆桥
陆桥说（英語：Land bridge）是生物地理學的一種學說，用來解釋不同大陸出現相同或類似物種的原因。科學家認為以往各大陸有狹長的地峽（陸橋）相連，使生物能在各大陸互相走動，後來這些地峽慢慢沉到海洋中，才造成今日各大陸的獨立。此一學說後被大陸漂移學說推翻。